# Xã Blueberry, Quận Wadena, Minnesota
Xã Blueberry (tiếng Anh: Blueberry Township) là một xã thuộc quận Wadena, tiểu bang Minnesota, Hoa Kỳ. Năm 2010, dân số của xã này là 721 người.